# Lobu Sihim
Lobu Sihim is een bestuurslaag in het regentschap Tapanuli Utara van de provincie Noord-Sumatra, Indonesië. Lobu Sihim telt 153 inwoners (volkstelling 2010).